# 6/45
《6/45》（韓語：육사오(6/45)）是一部2022年上映的韓國喜劇片，由《水班長許東奎》的導演朴奎泰擔任編劇並執導此片，高庚杓、李伊庚、音文碩、朴世阮、郭東延等演員主演，講述南北軍人圍繞一張被風吹過軍事分界線的57億一等獎彩票展開的故事，於2022年8月24日在韓國上映，10月5日起提供VOD點播服務，2023年1月23日於台灣Disney+獨家上線

## 演員陣容

### 大韓民國陸軍
| 演員   | 角色   | 介紹                         |
| ------ | ------ | ---------------------------- |
| 高庚杓 | 朴千禹 | 兵長，中獎彩票最初的所有者。 |
| 音文碩 | 姜恩表 | 上尉、437最前線哨所哨長。    |
| 郭東延 | 金萬哲 | 上等兵，熱像儀觀測兵。       |
| 柳承秀 | 補給官 | 下士。                       |
| 李準赫 | 營長   | 上校。                       |
| 申元鎬 | 金賢秀 | 二等兵。                     |
| 徐正宇 | 河中士 |                              |

### 朝鮮人民軍陸軍
| 演員   | 角色   | 介紹                                   |
| ------ | ------ | -------------------------------------- |
| 李伊庚 | 李容浩 | 下士，李妍希的哥哥。                   |
| 朴世阮 | 李妍希 | 少尉，朝鮮前哨站廣播員，李容浩的妹妹。 |
| 李淳元 | 崔承日 | 大尉，政治指導員。                     |
| 金民浩 | 方哲振 | 上等兵                                 |
| 尹炳熙 | 金光哲 | 少校，保衛指導員。                     |
| 南道允 | 崔英哲 |                                        |

### 友情出演
| 演員   | 角色   | 介紹               |
| ------ | ------ | ------------------ |
| 鄭仁基 |        | 李容浩的父親。     |
| 朴喜珍 | 女社長 |                    |
| 李鉉傑 | 車室長 | 彩票。             |
| 吳賢洙 |        | 黃家刀削麵館老闆。 |

## 製作
2022年4月21日，片方宣布高庚杓、李伊庚、音文碩、朴世阮、郭東延、李淳元、金民浩出演此片。4月29日，朴浩山曾宣布特別出演營長一角，但最終該角色由李準赫飾演。

### 拍攝
主体拍摄於2021年4月20日開始進行，6月26日殺青。

## 票房
2022年9月4日，在連續7天奪得單日票房第一後，觀影人次突破100萬名。9月12日累積觀影人次突破損益平衡點的165萬名，成為2022年第七部突破损益平衡点的韓國本土電影。

## 奖项荣誉
| 年份 | 頒獎禮                 | 獎項                | 入圍者 | 結果 | 備註          |
| ---- | ---------------------- | ------------------- | ------ | ---- | ------------- |
| 2022 | 第58屆大鐘獎           | 最佳劇本            | 朴奎泰 | 提名 |               |
| 2022 | 第58屆大鐘獎           | 最佳新人女演員      | 朴世阮 | 提名 | [ 9 ]         |
| 2022 | 第58屆大鐘獎           | New Wave奖          | 朴世阮 | 獲獎 |               |
| 2022 | 第42届黄金摄影奖颁奖礼 | 最佳女配角          | 朴世阮 | 獲獎 |               |
| 2023 | 第59屆百想藝術大獎     | 電影部門 女子配角獎 | 朴世阮 | 獲獎 | [ 10 ] [ 11 ] |
| 2023 | 第59屆百想藝術大獎     | 電影部門 劇本獎     | 朴奎泰 | 提名 | [ 10 ] [ 11 ] |
| 2023 | 第32屆釜日電影獎       | 最佳女配角          | 朴世阮 | 提名 |               |
| 2023 | 第32屆釜日電影獎       | 最佳新人男演员      | 李淳元 | 提名 |               |
| 2023 | 第32屆釜日電影獎       | 最佳剧本            | 朴奎泰 | 提名 |               |

## 外部鏈接
- NAVER上《6/45》的資料
- Daum上《6/45》的資料

- 韩国电影数据库（KMDb）上《6/45》的資料
- 互联网电影数据库（IMDb）上《6/45》的资料（英文）